# Giovanni Antinori
Giovanni Antinori (Camerino, 28 gennaio 1734 – Roma, 24 giugno 1792) è stato un architetto neoclassico italiano.
Al servizio del papato, sovrintese all'erezione di tre obelischi di Roma: l'Obelisco del Quirinale (nella fontana dei Dioscuri), l'Obelisco Sallustiano (in piazza Trinità dei Monti) e l'Obelisco di Montecitorio.

## Biografia
Nella sua città natale si dedicò da giovane allo studio della matematica sotto la guida del padre Girolamo. Lasciò poi Camerino per Roma per proseguire i suoi studi matematici, ai quali aveva iniziato ad affiancare quelli di architettura, alla Sapienza e all'Accademia di San Luca, e nel 1754 partecipò al Concorso Clementino in classe II di Architettura. Prese lezioni dal marchese Gerolamo Theodoli, progettista del Teatro Argentina.
Nel 1755 Antinori si recò a Lisbona, dove lavorò alla ricostruzione e al restauro della Casa do Riscos dopo il terremoto di quell'anno. Lavorò anche ai progetti per un nuovo palazzo reale per Giuseppe I nella freguesia di Campolide, ma poco tempo dopo fu arrestato per motivi non chiari, o per le accuse dei suoi rivali invidiosi o per il suo coinvolgimento in una congiura. Con l'aiuto di una donna portoghese, Josefa Luisa Lopez de Cunha, riuscì a fuggire dalla prigione e a tornare con lei in Italia, dove i due si sposarono.
Tornato a Roma e da lì a Camerino, costruì la splendida arcata e la sala degli specchi nella villa-castello del marchese Alessandro Bandini a Castelraimondo, e dal 1772 al 1778 ricostruì e ampliò l'interno della chiesa dell'Abbazia di Monte Oliveto Maggiore presso Siena, rinnovandola in forme barocche che però già anticipavano il neoclassicismo. A Roma lavorò per la famiglia Doria-Pamphilj assieme a Francesco Nicoletti, loro architetto di fiducia, che sostituì a partire dal 1776. Per la potente famiglia romana costruì gli apparati effimeri in legno eretti nella corte del suo palazzo su via del Corso nel 1769 in occasione della visita dell'imperatore Giuseppe II. Inoltre disegnò il progetto per le nuove cascate nei giardini della Villa Doria Pamphilj, realizzato successivamente dall'architetto Francesco Bettini, e lavorò anche nelle altre proprietà della famiglia nelle campagne romane, assistito dai fratelli Luigi, Tommaso e Vincenzo e dal nipote Girolamo. Dal 1778 al 1783 costruì un casale all'interno del loro castello a Piombinara, vicino Colleferro.
Con l'elezione di papa Pio VI, Antinori venne messo a capo di un importante scavo archeologico nella chiesa di San Rocco, vicino al Mausoleo di Augusto, che portò alla luce un grosso obelisco rosso di granito. Lavorò anche nella Piazza del Quirinale, ruotando le statue dei Dioscuri, che in origine erano parallele l'una all'altra, e ponendovi in mezzo l'obelisco rinvenuto a S. Rocco. Nel 1787-1789 supervisionò l'erezione dell'Obelisco Sallustiano e nel 1790-1792 quella dell'Obelisco di Montecitorio (che riporta ancora, in suo onore, l'iscrizione IOAN. ANTINORIO CAMERTE ARCHIT. ANTINORIO CAMERTE ARCHIT). Nel 1790-1791 Antinori disegnò un progetto per Palazzo Braschi per Luigi Braschi-Onesti, nipote di Pio VI, in concorrenza con Giuseppe Barberi, Melchiorre Passalacqua, Giuseppe Valadier e Cosimo Morelli, che poi ottenne l'incarico.
Per conto del pontefice si occupò dei consistenti lavori di restauro della Cattedrale di Cagli danneggiata dal violento sisma nel 1781. A lui si deve anche l'erezione della parte terminale del campanile duecentesco con l'inserimento di una grande edicola ottagonale in mattoni e fasce marmoree.
Giovanni Antinori morì mentre ancora era impegnato a dirigere i lavori a Piazza Montecitorio, ultimati poi dal suo assistente Pasquale Belli (1752-1833). Fu sepolto nella chiesa dei Santi Venanzio e Ansovino. Nel 1929 tale chiesa fu demolita per far spazio ai giardini attorno al monumento a Vittorio Emanuele II e, nonostante le richieste della municipalità di Camerino, non fu possibile individuare e recuperare i resti di Antinori prima della demolizione. Sua moglie Josefa Luisa venne sepolta nella chiesa di Sant'Antonio dei Portoghesi, sempre a Roma.